# Boucles de l’Aulne 2017
Die 60. Boucles de l’Aulne 2017 war ein französisches Straßenradrennen mit Start und Ziel in Châteaulin nach 171,2 km. Es fand am Sonntag, den 28. Mai 2017 statt. Zudem war es Teil der UCI Europe Tour 2017 und dort in der Kategorie 1.1 eingestuft. Sieger wurde der Norweger Odd Christian Eiking von FDJ.

## Teilnehmende Mannschaften
| WorldTeams (2)- FDJ - AG2R La Mondiale Professional Continental Teams (5)- Fortuneo-Vital Concept - Direct Énergie - Delko Marseille Provence KTM - Cofidis, Solutions Crédits - Gazprom-RusVelo Continental Teams (7)- Armée de terre - Euskadi Basque Country-Murias - HP BTP-Auber 93 - Roubaix Lille Métropole - D'Amico-Utensilnord - Interpro Academy - Differdange-Losch Nationalmannschaft- Frankreich |
| |

## Rennverlauf
Nach vielen Angriffen in der Anfangsphase war es David Menut (Frankreich/Auber 93), der sich nach 35 Kilometern absetzen konnte. In der Folge konnte er sich 40 Sekunden zum Feld herausfahren. Wenige Kilometer schlossen Romain Combaud (Frankreich/Delko) und Benat Txoperena (Spanien/Euskadi) zu ihm auf. Maximal hatten die drei Fahrer sechs Minuten Vorsprung. 80 Kilometer vor dem Ziel teilte sich das Feld in zwei größere Gruppen.
Die erste größere Gruppe, in der u. a. Odd Christian Eiking (Norwegen/FDJ) und Mathias Frank (Schweiz/AG2R) vertreten waren, fuhr 65 Kilometer vor dem Ziel zu den drei Spitzenreitern des Tages auf. Der Vorsprung zum Feld war maximal 1:25 Minuten groß. Drei Kilometer vor dem Ziel setzte Eiking die entscheidende Attacke. Er kam als Solist ins Ziel und gewann das Eintagesrennen. Zehn Sekunden später gewann David Gaudu (Frankreich/FDJ) den Sprint der Verfolger.

## Rennergebnis
| \| Gesamtwertung \| Gesamtwertung \| Gesamtwertung \| Gesamtwertung \| Gesamtwertung \| \| Fahrer \| Fahrer \| Land \| Team \| Zeit \| \| ------------- \| -------------------- \| ------------- \| ----------------------------- \| --------------- \| \| 1. \| Odd Christian Eiking \| Norwegen \| FDJ \| 4 h 10 min 24 s \| \| 2. \| David Gaudu \| Frankreich \| FDJ \| + 10 s \| \| 3. \| Laurent Pichon \| Frankreich \| Fortuneo-Vital Concept \| + 10 s \| \| 4. \| Julien Loubet \| Frankreich \| Armée de terre \| + 10 s \| \| 5. \| Kévin Le Cunff \| Frankreich \| HP BTP-Auber 93 \| + 10 s \| \| 6. \| Julien El-Farès \| Frankreich \| Delko-Marseille Provence-KTM \| + 10 s \| \| 7. \| Mathias Frank \| Schweiz \| AG2R La Mondiale \| + 10 s \| \| 8. \| Daniel Navarro \| Spanien \| Cofidis, Solutions Crédits \| + 10 s \| \| 9. \| Benjamin Thomas \| Frankreich \| Armée de terre \| + 10 s \| \| 10. \| Mikel Bizkarra \| Spanien \| Euskadi Basque Country-Murias \| + 10 s \| |                      |            |                               |                 |
| |                      |            |                               |                 |
| Quellen: ProCyclingStats Cycling Quotient |                      |            |                               |                 |
| Gesamtwertung |                      |            |                               |                 |
| Fahrer | Fahrer               | Land       | Team                          | Zeit            |
| 1. | Odd Christian Eiking | Norwegen   | FDJ                           | 4 h 10 min 24 s |
| 2. | David Gaudu          | Frankreich | FDJ                           | + 10 s          |
| 3. | Laurent Pichon       | Frankreich | Fortuneo-Vital Concept        | + 10 s          |
| 4. | Julien Loubet        | Frankreich | Armée de terre                | + 10 s          |
| 5. | Kévin Le Cunff       | Frankreich | HP BTP-Auber 93               | + 10 s          |
| 6. | Julien El-Farès      | Frankreich | Delko-Marseille Provence-KTM  | + 10 s          |
| 7. | Mathias Frank        | Schweiz    | AG2R La Mondiale              | + 10 s          |
| 8. | Daniel Navarro       | Spanien    | Cofidis, Solutions Crédits    | + 10 s          |
| 9. | Benjamin Thomas      | Frankreich | Armée de terre                | + 10 s          |
| 10. | Mikel Bizkarra       | Spanien    | Euskadi Basque Country-Murias | + 10 s          |